# Festival Internacional de Música de Cámara de Isla Cristina
El Festival Internacional de Música de Isla Cristina (FIMIC) es un festival de una semana de duración, celebrado en agosto en  Isla Cristina,  Andalucía,  España, centrado en la música de cámara. En el FIMIC, aparte de los conciertos, también se llevan a cabo otras actividades artísticas como exposiciones, muestras, conferencias, worshops y clases magistrales.

## Historia
El FIMIC fue fundado en 2016, y su primera edición tuvo lugar en 2017. El FIMIC es creado y organizado por la Asociación sin ánimo de lucro Mundoarte. Los directores del Festival son Danka Nikolic, directora general, y Enrique Adrados, director artístico.  
El Festival se presenta en asociación con tres niveles de gobierno, Ayuntamiento de Isla Cristina, Diputación de Huelva y Junta de Andalucía, así como con varias empresas, organismos de turismo y educativas. La sede principal del FIMIC es el Teatro Horacio Noguera de Isla Cristina. 
Durante la tercera edición se instauran los Premios del Festival de Isla Cristina, que son concedidos a instituciones, colectivos o personalidades vinculadas a la música y artes clásicas. El galardón es obra del escultor Pepe Gámez.  
El Premio 2019 del FIMIC ha sido concedido al Conservatorio Elemental de Música de Isla Cristina "Vicente Sanchís".  
El Premio 2020 del FIMIC ha sido concedido al Programa Andaluz de Jóvenes Intérpretes, entidad pública que está constituida por la Orquesta Joven de Andalucía (OJA) y el Joven Coro de Andalucía (JCA). 
El Premio 2021 del FIMIC ha sido concedido al Cuarteto Quiroga. 

## Artistas
Cada año, algunos de los artistas más importantes de Europa, pasan una semana conviviendo y trabajando juntos en Isla Cristina. Los invitados, que reflejan los objetivos del FIMIC, han contribuido al mundo de las artes de maneras inusuales y emocionantes. Hasta el momento, más de 60 artistas y agrupaciones se han presentado en el FIMIC.
Algunos de los artistas que han pasado por el FIMIC: Juan Pérez Floristán, Cuarteto Quiroga, Kirill Troussov, Per Rundberg, Juan Jesús Rodríguez, Paolo Bonomini, Nanni Malm, Alexander Sitkovetsky, Matjaz Bogataj, Valentin Radutiu, Rubén Mendoza, Daniel Fuster, Manuel Burgueras, Danka Nikolic, Pedro Manuel Torrejón, Pablo Barragán, Suyeon Kang, Solistas de la Orquesta Barroca de Sevilla, Carla Román, Sofia Leifer, Michael Behringer, etc.